# Traktat północnoatlantycki
Traktat północnoatlantycki  (ang. North Atlantic Treaty, fr. Traité de l'Atlantique nord), potocznie traktat waszyngtoński – porozumienie zawarte w oparciu o Kartę Narodów Zjednoczonych, na podstawie którego powstała NATO. Został zawarty 4 kwietnia 1949 roku w Waszyngtonie, między Belgią, Danią, Francją, Holandią, Islandią, Kanadą, Luksemburgiem, Norwegią, Portugalią, Stanami Zjednoczonymi, Wielką Brytanią i Włochami. Wszedł w życie 24 sierpnia 1949. Tekstami autentycznymi są angielski i francuski. Zarejestrowany przez Sekretariat ONZ 7 września 1949.
Na podstawie art. 10 przyjęcie nowych członków wymaga jednomyślnej zgody członków dotychczasowych, jest zastrzeżone dla państw europejskich będących w stanie realizować zasady niniejszego traktatu i wnosić wkład do bezpieczeństwa obszaru północnoatlantyckiego. Wystąpienie możliwe jest po upływie 20 lat obowiązywania (art. 13). 
W stosunku do Rzeczypospolitej Polskiej traktat wszedł w życie z chwilą złożenia dokumentów ratyfikacyjnych w depozycie rządu Stanów Zjednoczonych, co nastąpiło 12 marca 1999. Dokumenty złożył minister spraw zagranicznych Bronisław Geremek. Uprzednio, 26 lutego 1999, umowa została ratyfikowana przez prezydenta Aleksandra Kwaśniewskiego, na mocy upoważnienia Sejmu Rzeczypospolitej Polskiej (wyrażonego w ustawie z 17 lutego 1999).
Traktat północnoatlantycki składa się z czternastu artykułów. Jego kluczowym elementem jest artykuł piąty, który mówi o tym, iż każdy atak na któregoś z członków Organizacji Traktatu Północnoatlantyckiego powinien być interpretowany przez pozostałe państwa członkowskie jako atak na nie same (casus foederis).
Art. 5 brzmi następująco: „Strony zgadzają się, że zbrojna napaść na jedną lub więcej z nich w Europie lub Ameryce Północnej będzie uznana za napaść przeciwko nim wszystkim i dlatego zgadzają się, że jeżeli taka zbrojna napaść nastąpi, to każda z nich, w ramach wykonywania prawa do indywidualnej lub zbiorowej samoobrony, uznanego na mocy artykułu 51 Karty Narodów Zjednoczonych, udzieli pomocy Stronie lub Stronom napadniętym, podejmując niezwłocznie, samodzielnie, jak i w porozumieniu z innymi Stronami, działania jakie uzna za konieczne, łącznie z użyciem siły zbrojnej, w celu przywrócenia i utrzymania bezpieczeństwa obszaru północnoatlantyckiego.”
W okresie zimnej wojny, kiedy państwa NATO spodziewały się ataku ze strony państw Układu Warszawskiego art. 5 Traktatu północnoatlantyckiego nie został zastosowany. Pierwszy raz art. 5 został wykorzystany przez Stany Zjednoczone Ameryki po zamachu z 11 września 2001.